# Euselasia extensa
Euselasia extensa is een vlindersoort uit de familie van de prachtvlinders (Riodinidae), onderfamilie Euselasiinae.
Euselasia extensa werd in 1868 beschreven door H. Bates.